# Jonathan Zaccaï
Jonathan Zaccaï (Bruxelles, 22 luglio 1970) è un regista, attore e sceneggiatore belga.

## Biografia
Originario del Belgio, si interessa alla carriera di regista prima di dedicarsi a tempo pieno alla recitazione.
Compare in diversi spot pubblicitari prima di ottenere delle piccole parti al cinema. Piano piano riesce ad ottenere ruoli più importanti fino a figurare come protagonista negli anni duemila di pellicole come Carissima me (L'âge de raison) a fianco di Sophie Marceau,  Finché nozze non ci separino (Le plus beau jour de ma vie) a fianco di Hélène De Fougerolles, ma anche in Tutti i battiti del mio cuore (De battre mon cœur s'est arrêté) dove è l'amico di Romain Duris o Quelli che ritornano film che ha ispirato la serie tv Les Revenants.
Nel febbraio 2011 grazie alla sua interpretazione di Élève libre riceve il Premio Magritte per la migliore interpretazione maschile.
Nel 2015 è protagonista del film Je te survivrai premiato invece come Miglior Film.
Era nipote del drammaturgo René Kalisky, morto a 44 anni per un cancro ai polmoni.

## Filmografia parziale

### Cinema
- La Révolte des enfants, regia di Gérard Poitou-Weber (1992)
- Regine per un giorno (Reines d'un jour), regia di Marion Vernoux (2001)
- Bord de mer - In riva al mare (Bord de mer), regia di Julie Lopes-Curval (2002)
- Le Rôle de sa vie, regia di François Favrat (2004)
- Quelli che ritornano (Les Revenants), regia di Robin Campillo (2004)
- Tutti i battiti del mio cuore (De battre mon cœur s'est arrêté), regia di Jacques Audiard (2005)
- Finché nozze non ci separino (Le Plus Beau Jour de ma vie), regia di Julie Lipinski (2005)
- La camera dei morti (La Chambre des morts), regia di Alfred Lot (2007)
- Élève Libre - Lezioni private (Élève Libre), regia di Joachim Lafosse (2008)
- Simon Konianski, regia di Micha Wald (2009)
- Robin Hood, regia di Ridley Scott (2010)
- Carissima me (L'Âge de raison), regia di Yann Samuell (2010)
- Je te survivrai, regia di Sylvestre Sbille (2014)
- 7 uomini a mollo (Le Grand Bain), regia di Gilles Lellouche (2018)
- Remi (Rémi sans famille), regia di Antoine Blossier (2018)
- La nuora ideale (La belle fille), regia di Méliane Marcaggi (2020)
- Un'ombra sulla verità (L'Homme de la cave), regia di Philippe Le Guay (2021)
- Downton Abbey II - Una nuova era (Downton Abbey II: A New Era), regia di Simon Curtis (2022)

### Televisione
- Le Bureau - Sotto copertura (Le Bureau des légendes) – serie TV, 24 episodi (2015-2017)

## Doppiatori italiani
Nelle versioni in italiano delle opere in cui ha recitato, Jonathan Zaccaï è stato doppiato da:
- Simone D'Andrea in Finché nozze non ci separino, Remi
- Vittorio Guerrieri in Tutti i battiti del mio cuore
- Alessandro Quarta in Simon Konianski
- Frédéric Lachkar in Robin Hood
- Roberto Certomà ne Le Bureau - Sotto copertura
- Giorgio Borghetti in 7 uomini a mollo
- Marco Rasori in Downton Abbey II - Una nuova era
- Fabrizio Vidale in Un'ombra sulla verità